# Ettringit
Ettringit – bardzo rzadki minerał, będący uwodnionym siarczanem wapnia i glinu.
Nazwa pochodzi od jego typowej lokalizacji – Ettringen w Niemczech.

## Właściwości
Krystalizuje w układzie heksagonalnym. Wykształca kryształy o pokroju słupkowym, tabliczkowym, igiełkowy i włóknistym. Występuje w skupieniach promienistych. Posiada białą rysę oraz szklisty połysk. Jest minerałem kruchym, przezroczystym do nieprzezroczystego. 

## Występowanie
Występuje w skałach wulkanicznych, bogatych w wapń porwakach oraz w zmetamorfizowanych złożach rud manganu. Towarzyszą mu kalcyt, afwilit, hematyt, sturmanit, gips, manganit, phillipsyt, thaumasyt i aragonit.

## Miejsce występowania
Najlepszej jakości żółte okazy pochodzą z Południowej Afryki. Występuje także w Austrii (Styria), we Francji, Niemczech (Nadrenia-Palatynat, Nadrenia Północna-Westfalia), Izraelu, we Włoszech, Anglii oraz w USA (New Jersey, Arizona, Kalifornia).

## Przypisy

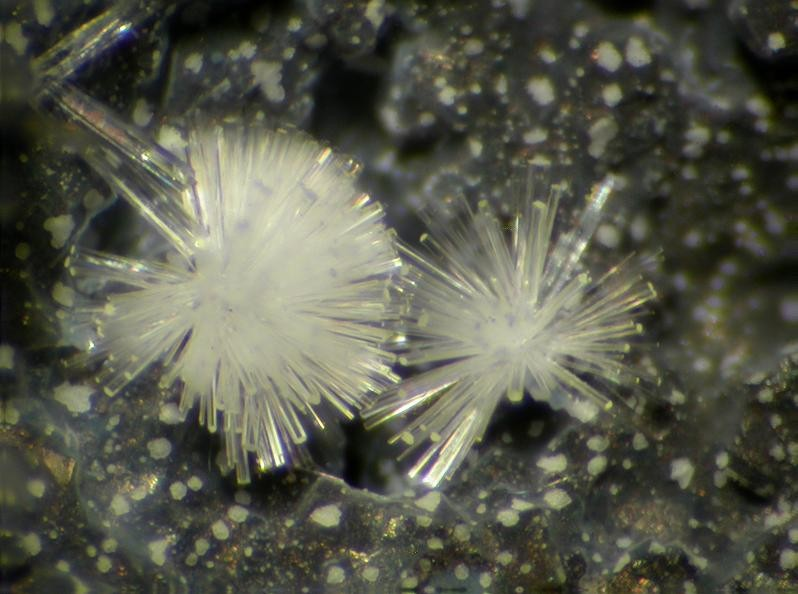
bezbarwny okaz ettringitu z Niemiec